# Szünet ki (Így jártam anyátokkal)
A Szünet ki az Így jártam anyátokkal című amerikai televíziós sorozat kilencedik évadjának tizenötödik epizódja. Eredetileg 2014. január 20-án vetítették, az Egyesült Államokban, míg Magyarországon két hónappal később, 2014. április 14-én.
Ebben az epizódban Barney annyira lerészegedik, hogy őszintén válaszol minden kérdésre, és ezt Ted és Robin is kihasználják. Közben Marshall mindent megtesz, hogy halogassa a rá váró nagy vitát Lilyvel.

## Cselekmény
|  | Alább a cselekmény részletei következnek! |

Az epizód egy előretekintéssel indul: 2017-ben járunk, a Farhampton fogadóban, hajnali háromnegyed 2-kor. Az Anya éppen terhes, és beindult nála a szülés, ami miatt ő és Ted távozni készülnek a kórházba.
Ezután visszatérünk a jelenbe, vasárnap hajnali 2 órára, 16 órával az esküvő előttre. Barney még mindig a pofogadás pofonja miatt szenved, Robin aludni menne, de Marshall újabb italokat hoz, pusztán azért, hogy a Lilyvel rá váró vitára minél később kerüljön sor. Jövőbeli Ted ismét elmondja, amit az anyjától tanult: hajnali kettő után semmi jó nem történik.
Elkezdenek inni, és Barney eljut részegsége legutolsó fázisába, amikor Jabbára issza magát a Jedi visszatér c. filmből. Egy újabb kör 35 éves Glen McKenna whisky után aztán még ez alá a szint alá is eljut: őszintén válaszol minden kérdésre, amit feltesznek neki. Ted és Robin kihasználják a kínálkozó lehetőséget, és minden kérdést feltesznek, ami az eszükbe jut. Innen derül ki, hogy Barney nem feküdt le Ted anyjával, hogy "körülbelül rengeteget" költ egy évben öltönyökre, hogy Robin családja gazdag, és egyéb szexuális tapasztalatokat is megtudnak tőle. Robin kétségbeesetten próbálja megtudni, hogy lesz vagy nem lesz medve az esküvőn (gyűrűtartó – gyűrűmackó), de erre valahogy sosem válaszol.
Ted ezután felteszi az utolsó, őt régóta foglalkoztató kérdést: mi a foglalkozása? Barney erre azzal válaszol, amivel szokott: kérlek. Ekkor azonban kiderül, hogy ez egy betűszó. 1998-ban, miután Shannon elhagyta, és kiöltözött, Barney az AltruCell Corporation-höz ment állásinterjúra, éppen Greghez, aki elszerette a barátnőjét. Nem titkoltan azzal a céllal, hogy majd nemes bosszút áll. Greg azt mondta, hogy lenne számára egy állás: KÉRLEK. A KÉRLEK nem más, mint: "Kussolsz, és rendre legalizálsz egyes kalózakciókat" rövidítése, ami azt jelenti, hogy Barneynak annyi a dolga, hogy az aláírásával hitelesítsen papírokat, amik a cég kétes ügyleteit tartalmazzák. Barney aztán elmondja, hogy azért is vállalta el a munkát, amiért rengeteg pénzt kapott, hogy végül mint FBI-besúgó, feldobhassa Greget, és így álljon bosszút Shannonért, amire az esküvő után pár hónappal sor is kerül.
Odafent Marshall elhatározza, hogy addig szeretkezik a nejével, amíg az el nem fárad, és így nem kell veszekedniük. Ennek érdekében még különféle segédeszközöket is bevet (Barney is beismeri, hogy élni szokott olykor ezekkel). Sikerrel is jár, de a sötétben óvatlanul rálép egy játékra, és Lily felébred. Vitatkozni kezdenek, amiben is Marshall elmondja, szerinte mennyire jót tenne a családjuknak az előléptetés, és hogy Lilynek pedig az egész csak egy hobbi. Lily szerint azonban ez élete álma, ezért nem hajlandó alkudni. Szerinte Marshall önző volt, mert nem beszélte meg vele előtte. Marshall erre feldühödik, és felemlegeti, amikor 2006-ban Lily elment, felbontotta azeljegyzést, lefújta az esküvőt, és San Franciscóba ment. Lily hiába mondja, hogy már bocsánatot kért érte, Marshall azt mondja, ő nem tudta ezt feldolgozni. Megkérdezi, hogy vajon ő, Marvin, és a jövőben megszülető gyerekeik megfelelő vigaszt nyújtottak-e azért, amit nem talált meg San Franciscóban, mire Lily válasz nélkül elviharzik, és elhagyja a fogadó épületét is.
Eközben odalent Barney végül elmondja, hogy az esküvőn gyűrűtartó lesz, a neve Trevor Hudson, mert azt szeretné, hogy tökéletes esküvő legyen. Robin lefekszik aludni és Tedre bízza Barneyt, aki bevallja Tednek, hogy nagyon szereti Robint.
2017-re előreugorva Mosbyék elindulnak a taxival a szülőszobára. Jövőbeli Ted elmondja, hogy egy kivétel van a "kettő után semmi jó nem történik" szabálya alól: a fia, Luke születése.
Az utolsó jelenetben látható, hogy Barney nem mondott igazat, mert Trevor Hudson egy medve...

## Kontinuitás
- Az epizód címe utalás arra, hogy Marshall és Lily gyakran használják a "szünet-gombot", azaz ha nem akarnak veszekedni, egy időre félretehetik a vitáikat.
- A San Franciscó-i események az "Ugyan már" című epizód idején történtek.
- Ted korábban elmondta, hogy a Star Wars mintájára azt szeretné, hogy a gyerekeinek Luke és Leia legyen a neve. A lánya neve a korábban látottak alapján Penny lett ("A szerencsepénz"), a fia viszont Luke lett.
- Az elméletnek, miszerint "kettő után semmi jó nem történik", egy egész epizódot szenteltek korábban.
- Lily a "Villásreggeli" című epizód után ismét megemlíti, milyen szexik Marshall vádlijai.
- Ebben az epizódban is 35 éves Glen McKennát isznak.
- Marshall ismét megemlíti a jogász-zenekarát, "A funky, csakis a funky, a színtiszta funky"-t.
- Barney és Shannon szakítása "A közös este" című részben szerepelt.
- Barney igazmondó állapotában megemlít két nőt is, aki nem volt még akkor külügyminiszter, amikor lefeküdt velük. Erre "A görcs" és a "Selejtező" című részekben már utalt.
- Amikor Greget letartóztatják, ugyanaz a zene szól a háttérben, ami Barney önéletrajzában is szól "A lehetségtelen" című részben.

## Jövőbeli visszautalások
- Ted és a léggömbje a "Napfelkelte" című részben is szerepelnek.
- A banda többször elmondja: "hagyjuk a holnapot, legyen nagy az este is". Gyakorlatilag egyikük sem aludt egész éjszaka semmit, egész az esküvőig.
- Barney a "Feltámadás" című részben józanodik ki.
- Lily hirtelen elviharzásának oka a "Margaréta" című epizódból derül ki.

## Érdekességek
- Teden jegygyűrű van a 2017-es jelenetben, viszont az Anyával nem házasodtak össze még három évig.
- Barney másik részegségi fázisa a "Richard Dawson". Az ismert amerikai tévés műsorvezetőnek valóban közismert szokása volt szájon csókolni a női versenyzőket.
- Barney számára nem érte meg kihívni Gregre a szövetségieket, mert ezzel a saját pénzes karrierjét is tönkretette. Ez nem volt probléma, hiszen Robin családja is gazdag, de Robin nem adta fel a munkáját úgy, mint ő (később már csak blogokat írt), és esetleg ez is vezethetett a válásukhoz.

|  | Itt a vége a cselekmény részletezésének! |